# Novovitebske, Sofiivka
Novovitebske (în ucraineană Нововітебське) este un sat în comuna Novovasîlivka din raionul Sofiivka, regiunea Dnipropetrovsk, Ucraina.

## Demografie
Componența lingvistică a localității Novovitebske
     Ucraineană (90,22%)
     Rusă (9,78%)
Conform recensământului din 2001, majoritatea populației localității Novovitebske era vorbitoare de ucraineană (90,22%), existând în minoritate și vorbitori de rusă (9,78%).